# Argentenay
Argentenay é uma comuna francesa na região administrativa de Borgonha-Franco-Condado, no departamento de Yonne. Estende-se por uma área de 5,09 km². Em 2010 a comuna tinha 82 habitantes (densidade: 16,1 hab./km²).